# Edler

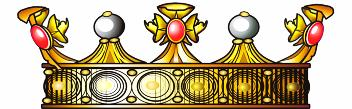
Uradelskrona använd i Tyskland, Polen och Ryssland

Edler (von ...) är en tysk adelstitel, avledd av Edelherr eller Edler Herr, dvs. "ädel herre". Adelstiteln kunde tilldelas en adelsman och användes främst Österrike och Bayern fram till första världskrigets slut 1918. En Edlers hustru kallades Edle (von ...).
Det var den lägsta adelstiteln i Tyskland och Österrike fram till 1918. En Edler stod under den titelbärande adelns lägsta klasser, dvs. friherre/baron och riddare, men över den obetitlade adeln. Mottagare av titeln var främst ämbetsmän, officerare och bärare av ordnar.
Rangtecknet var en rangkrona med fem pärlor. Tilltalsformen var Euer Hochwohlgeboren.
Titeln kan med viss rätt betraktas som motsvarigheten till den engelska titeln Esquire.

## Några kända familjer
- Edle von Berger
- Edle von Emperger
- Edle von Eyben
- Edle von Friesack
- Edle von Hofmannsthal
- Edle von Musil
- Edle von Steinstätten
- Edle von Strehlenau
- Edle von Webenau
- Edle von Wohlleben
- Adam Brandner Edler von Wolfszahn
- Gans Edler zu Putlitz